# Танэ (провинция)

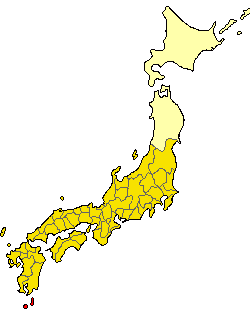
Провинция Танэ на карте Японии со старым административным делением (выделена красным).

Провинция Танэ (яп. 多禰国 танэ но куни, «Страна Танэ») — историческая провинция Японии в регионе Сайкайдо на острове Танегасима. Существовала в VIII-IX веках. Примерно соответствует нынешнему уезду Кумаге префектуры Кагосима.

## История
Кофуны на острове Танегасима и два очень старых синтоистских святилища на острове Яку позволяют предположить, что эти острова были южной границей государства Ямато.
Летописи периода Нара под названием страна Танэ подразумевают все острова Рюкю, включая Танегасиму  и Яку.
Известны следующие события из истории провинции:
- 675 год: послы страны Танэ были приняты при дворе Ямато.[4]
- 702 год: в Сёку нихонги записано: «Сацума и Танэ разорвали отношения и ослушались приказа императора. Поэтому (правительство) послало армию, победило их, подсчитало население и разместило чиновников». Это знаменует собой создание провинций Сацума и Танэ.
- 824 год: провинция Танэ была включена в состав провинции Осуми.